# Fou d'amour (film, 2015)
Pour les articles homonymes, voir Fou d'amour.
Pour plus de détails, voir Fiche technique et Distribution.
Fou d'amour est un film français réalisé par Philippe Ramos, sorti en 2015.
Il est librement inspiré d'un fait divers français qui a marqué les années 1950, l'affaire du curé d'Uruffe, comme l'était un des courts métrages de Ramos, Ici-bas (1996), dont ce long métrage est l'adaptation.

## Synopsis
En 1959, un homme, coupable d’un double meurtre, est guillotiné. Au fond du panier qui vient de l’accueillir, la tête du mort raconte ce qui l'a conduit à la peine de mort. Curé admiré, il avait eu plusieurs maîtresses dans la paroisse rurale dont il avait la charge.

## Fiche technique
- Réalisation : Philippe Ramos
- Scénario : Philippe Ramos, d'après son propre court métrage Ici-bas
- Musique : Pierre Stéphane Meugé
- Montage : Philippe Ramos
- Décors : Philippe Ramos
- Production : Paulo Branco
- Société de production : Alfama Films, en association avec la SOFICA Cinémage 9
- Société de distribution : Alfama Films
- Pays de production :  France
- Langue originale : français
- Dates de sortie :
  - Canada : août 2015 (Festival de Montréal)
  - France : 15 septembre 2015

## Distribution
- Melvil Poupaud : le curé
- Dominique Blanc : Armance
- Diane Rouxel : Rose
- Lise Lamétrie : Lisette
- Jean-François Stévenin : le curé de Mantaille
- J.P. 'Van Gogh' Bodet : le facteur
- Jacques Bonnaffé : le grand-vicaire
- Virginie Petit : Mademoiselle Desboine
- Nathalie Tetrel : Jacqueline, la laitière
- Vanina Delannoy : Solange, la cousine d'Armance
- Anaïs Lesoil : Odette
- Isabelle Roux-Renard : la grand-mère de Rose

## Distinction
- Festival des films du monde de Montréal 2015 : Grand prix des Amériques